# Bracadale Free Presbyterian Church
De Bracadale Free Presbyterian Church is een kleine monumentaal kerkje van de Free Presbyterian Church of Scotland in het Schotse dorp Bracadale. Het kerkje is nog altijd in gebruik, er worden wekelijks twee diensten gehouden. De kerk is gebouwd in het jaar 1831, ter vervanging van een oudere 18e-eeuwse kerk. De kerk staat aan de oever van Loch Harport, een diepe inham van de Atlantische Oceaan. Naast de kapel is een zeer oude begraafplaats gelegen, waar nog resten zijn te vinden van de oude St Assind's Church, een middeleeuwse kerk. Hier zijn nog twee laat-middeleeuwse grafstenen aanwezig. Ook de twee eerste beklimmers van de Cuillin (de hoogste berg van Skye), Norman Collie and John Mackenzie liggen hier begraven.
In Bracadale is ook een kerk van de Free Church of Scotland, gebouwd in 1854.

## Afbeeldingen

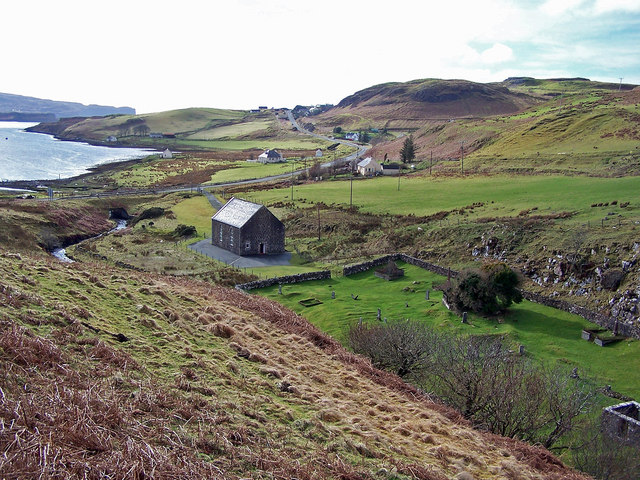
Aanzicht op de kerk, met rechts de begraafplaats
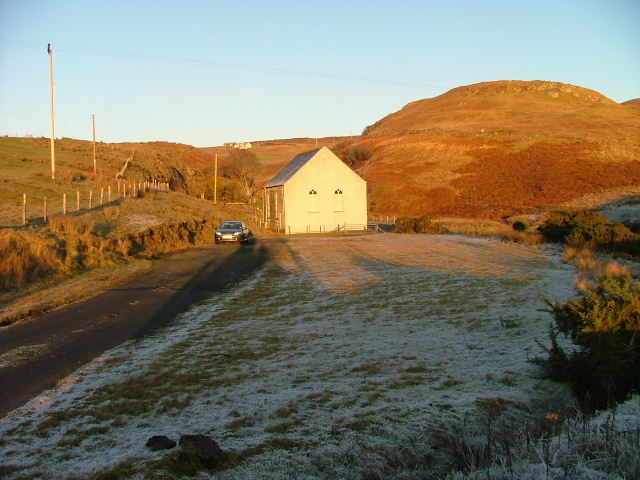
Het kerkje in de winter
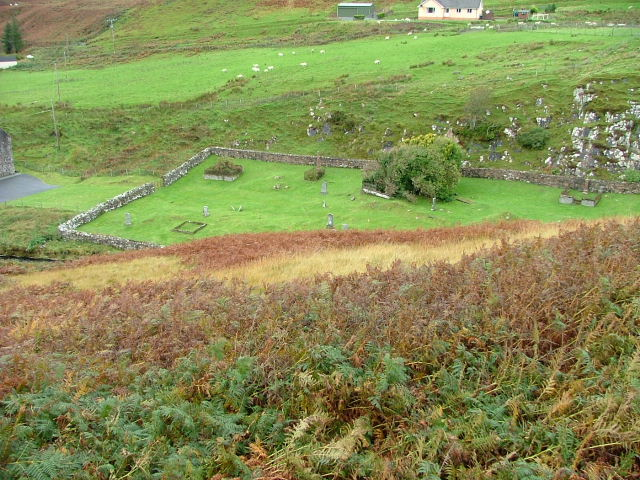
De begraafplaats
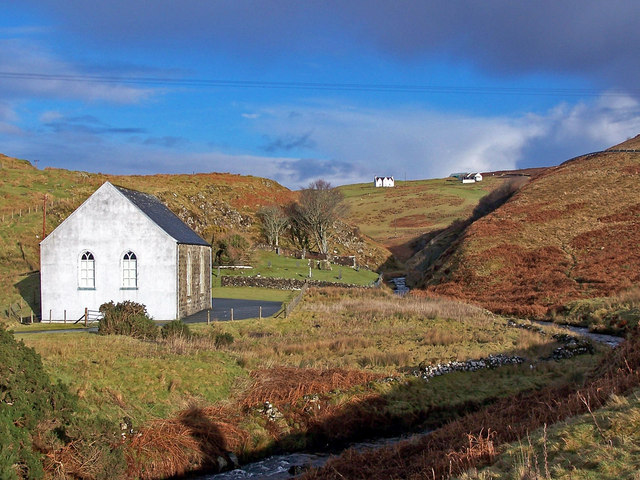
voorzijde kerk
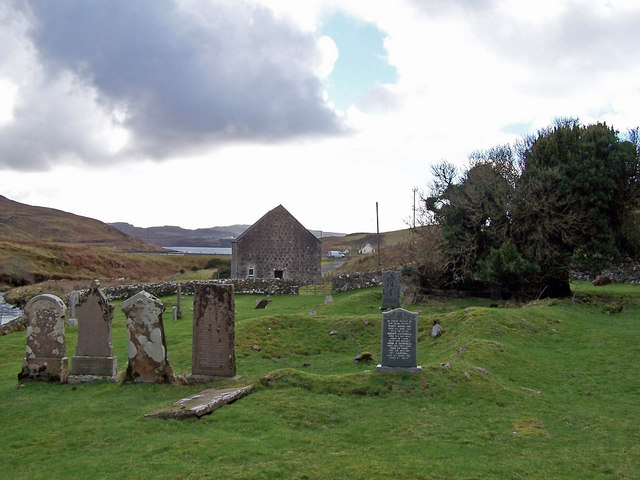
Resten van de oude St Assind's Church, een middeleeuwse kerk
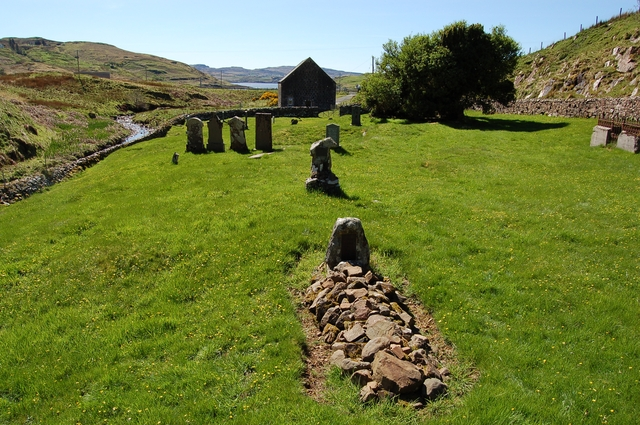
De graven van Norman Collie and John Mackenzie
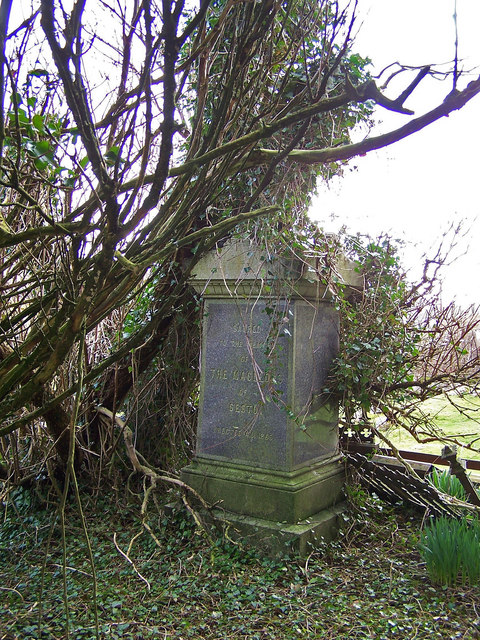
Gedenksteen op de begraafplaats
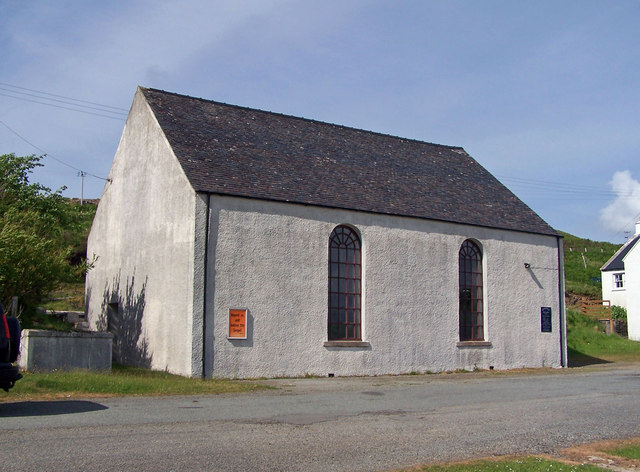
Free Church in Bracadale